# Dores de Campos
Dores de Campos är en kommun i Brasilien.   Den ligger i delstaten Minas Gerais, i den sydöstra delen av landet, 700 km sydost om huvudstaden Brasília. Antalet invånare är 9 303.
Omgivningarna runt Dores de Campos är huvudsakligen savann. Runt Dores de Campos är det tätbefolkat, med 356 invånare per kvadratkilometer.